# Linnaemya steini
Linnaemya steini är en tvåvingeart som beskrevs av Jacentkovsky 1944. Linnaemya steini ingår i släktet Linnaemya och familjen parasitflugor. Inga underarter finns listade i Catalogue of Life.